# Uncía
Uncía es una pequeña ciudad y un municipio de Bolivia, capital de la provincia de Rafael Bustillo del departamento de Potosí. La localidad se encuentra en una serranía, distante a 106 km de la ciudad de Oruro y a 230 km de la ciudad de Potosí, la capital departamental. Su población es en su mayoría bilingüe (quechua y castellano), y cuenta con un clima relativamente frío.

## Demografía
De acuerdo con el censo boliviano de 2024, la población del municipio de Uncía es de 22 673 habitantes.
La población del municipio aumentó aproximadamente una quinta parte entre 1992 y 2024:
| Año  | Habitantes (municipio) | Fuente |
| ---- | ---------------------- | ------ |
| 1992 | 18.838                 | Censo  |
| 2001 | 18.522                 | Censo  |
| 2012 | 21.955                 | Censo  |
| 2024 | 22.673                 | Censo  |

## Geografía
Uncía está ubicado 230 km al norte de la capital departamental, Potosí. Limita al norte con los municipios de Llallagua y Chayanta, al este con Pocoata, al sur con Challapata y al oeste con Antequera, los dos últimos pertenecientes al departamento de Oruro. La ciudad de Oruro en este departamento es la urbe más cercana al municipio de Uncía. A tres horas de viaje, el camino desde Oruro hasta Uncía es bastante irregular, teniendo el tramo Oruro-Huanuni (asfaltado), Huanuni-Llallagua (asfaltado), Llallagua-Uncía (pavimento rígido).
Forma una conurbación con Llallagua y Catavi.
Desde el año 2011 se encuentra en funcionamiento la carretera asfaltada Llallagua-Bombo-Huanuni. En el año 2014 fue inaugurada la carretera asfaltada Uncía - Chayanta. Está en su fase final de construcción la carretera Diagonal Jaime Mendoza, que unirá a Oruro y Sucre y varios departamentos de Bolivia.

## Economía
Uncía tiene como actividades principales hoy en día la agricultura la ganadería y la explotación de minerales, como el estaño, en otrora constituida como la actividad más importante, se cultiva papa, haba, papalisa, oca, destinado casi exclusivamente al consumo local. se elaboran tejidos (aguayos, phullus, prendas de vestir, pecheras, etc.) muy vistosos para uso personal los cuales son muy requeridos por los turistas que visitan esta región boliviana.
Luego del auge de la minería  la migración de la población de Uncía hacia las urbes se debió a la falta de fuentes de trabajo locales, constituyéndose las ciudades de La Paz (sede de gobierno de Bolivia), Oruro y Cochabamba las preferidas, una manera de paliar esta situación fue la mejora de las condiciones y oportunidades educativas en el municipio de Uncía con la incursión de la Universidad Autónoma Tomás Frías con subsedes de las carreras de Economía, Trabajo Social y Derecho. Llegando a desplazar a la  Universidad Nacional Siglo XX

## Turismo
Uncía es conocida por su fastuosa festividad en honor al Patrono San Miguel Arcángel celebrada el 29 de septiembre, aunque por motivos turísticos esta festividad se traslada al fin de semana más cercano.
En esta fecha se hacen presentes entre los pobladores locales, residentes de otras ciudades bolivianas y del mundo y devotos del patrono San Miguel en grandes manifestaciones culturales y de peregrinaje desde las ciudades de Cochabamba, Oruro, Sucre y Potosí.
Entre otros atractivos turísticos están el balneario de aguas termales, el Museo Histórico "Simón Patiño", el Museo Etnográfico "Ayllus del Norte de Potosí", y campamentos mineros testimonio del auge de la minería del estaño.